# 扎多克 (密蘇里州)
扎多克（英語：Zadock）是位於美國密蘇里州斯托達德縣的非建制地區。

## 歷史
扎多克的郵局於1891年設立，其後於1916年停運。

## 地理
扎多克所處的海拔為高於海平面130米（即427英呎），而該地所採用的時區為UTC-6，即北美中部時區（CST）。同時該地設有夏令時間，為UTC-6調快一小時，即UTC-5（CDT）。